# Ferrari 456
1992-ben a Pininfarina megtervezett egy újabb klasszikust, ami büszkén viseli az orrán az ágaskodó lovat. A Ferrari 456-os egy nagy GT autó, az orrában tradicionális 65 fokos hengerszögű V12-es motorral, ami az elődeihez hasonlóan csúcsteljesítményre volt képes. A torinói gárda jól végezte a feladatot, egy hagyományos Ferrari grandturismo-t hoztak létre, amely elegáns vonalaival és technológiai újításaival hű maradt a Ferrari szelleméhez.
Egy fényűző és elegáns 2+2 üléses kupé, amely egy versenyautó képességeivel rendelkezik - ez öltött testet a Ferrari 456 GT-ben, amit az 1992-es World of Automobiles  kiállításon lepleztek le, Párizsban. Metálkék színben debütált, ez még jobban kiemelte a maranello-i újszülött harmonikus vonalait, és a fény-árnyék játékot az oldalán. Addig a pillanatig egyetlen kék színű utcai Rossa se jelent meg. Az elegáns külső vonalakkal harmonizált a négy személy számára is kényelmes, luxus belső tér kialakítása.
Az 5.5 literes V12 az Év Motorja lett 2000-ben és 2001-ben a négy liter fölötti kategóriában.

## Technikai adatok
Egy 5474 köbcentiméteres, 12 hengeres, elektronikus injektorral felszerelt motor került a 456-ba, a Ferrari legjobb hagyományaihoz hűen az orrba, hosszában beépítve.
A 2+2-es kupét 300 fölött volt képes repíteni 442 lóerős teljesítményével. A váltó differenciálművel egybeépített hatsebességes, vagy 1996-tól négysebességes automata lehetett. (az automata a frissített 456 GTA megjelenésétől volt rendelhető)

### Motor
- Furat × löket: 88 mm × 75 mm
- Egy henger űrtartalma: 456.1 cm³
- A motor teljes lökettérfogata: 5473.9 cm³
- Kompresszió: 10.6:1
- Üzemanyagellátás: Bosch Motronic M 5.2 injektor
- Gyújtás: Bosch Motronic 5.2 elektromos
- Legnagyobb teljesítmény: 442 lóerő 6250-es fordulatszámon
- Literenkénti teljesítmény: 80.7 LE/l
- Dupla vezérműtengely, hengerenként négy szelep, vízhűtés.

### Erőátvitel
- Tábbtárcsás kuplung, a sebességváltó egybeépítve a differenciálművel.
- Kéziváltó: 6+1 sebesség
- Automata váltó: 4+1 sebesség (a 456 GTA-ban)

### Méretek
- Tengelytávolság: 2600 mm
- Első nyomtáv: 1585 mm
- Hátsó nyomtáv: 1606 mm
- Hossz: 4763 mm
- Szélesség: 1920 mm
- Magasság: 1300 mm

Tömeg: 1690 kg (456 GTA: 1770 kg)

## Egyéb adatok
- Tárcsafékek elöl-hátul.
- Üzemanyagtank: 110 l.
- Gumiméret elöl: 255/45 ZR17, hátul: 285/40 ZR17
- Végsebesség: 300 km/h fölött (a 456 GTA: 298 km/h)
- Tömeg/teljesítmény arány: 3.8 kg/LE (456 GTA: 4.0 kg/LE)